# 172 Baucis
172 Baucis (mednarodno ime je tudi 172 Baucis) je asteroid tipa S v glavnem asteroidnem pasu. 

## Odkritje
Asteroid je odkril francoski astronom Alphonse Louis Nicolas Borrelly 5. februarja 1877 .
Poimenovan je po osebi iz legende Baucis in Filemona v grški mitologiji.

## Lastnosti
Asteroid Baucis obkroži Sonce v 3,67 letih. Njegova tirnica ima izsrednost 0,114, nagnjena pa je za 10,033° proti ekliptiki. Njegov premer je 62,43 km, okoli svoje osi pa se zavrti v 27,417 h .